# 坎普斯-杜斯戈伊塔卡济斯
21°45′14″S 41°19′26″W / 21.75389°S 41.32389°W

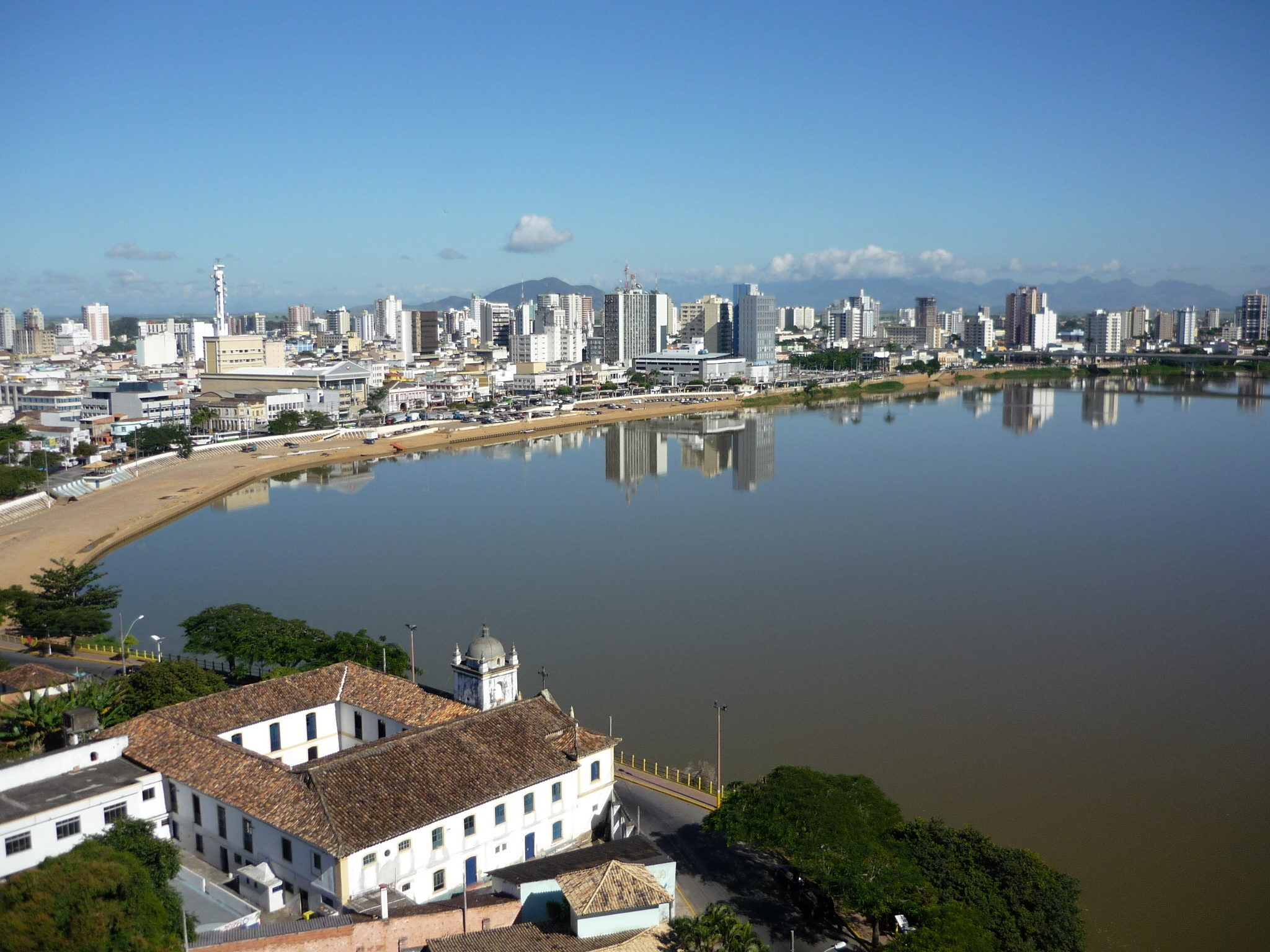
坎普斯-杜斯戈伊塔卡濟斯

坎普斯-杜斯戈伊塔卡濟斯（葡萄牙語：Campos dos Goytacazes，[ˈkɐ̃pus dus ɡojtaˈkazis]）是巴西的城鎮，位於該國東南部，由里約熱內盧州負責管轄，始建於1677年5月29日，面積4,027平方公里，海拔高度14米，2013年人口477,208，人口密度每平方公里118.51人。